# Brockenhexe

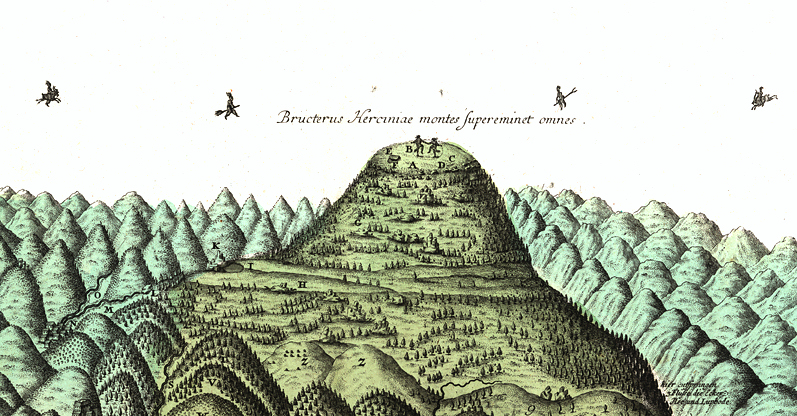
Darstellung von Brockenhexen, die zum Blocksberg fliegen auf einer Illustration von L. S. Bestehorn (1732), Ausschnitt

Brockenhexen sind fiktive Gestalten des Volksglaubens, die durch ihre angeblichen Versammlungen auf dem Brocken, vor allem zum Hexensabbat zur Walpurgisnacht, mit diesem in Verbindung stehen. Die Sagen über Hexentreffen, die an Blocksberg genannten Orten stattfinden, sollen ihren Ursprung im Slawischen haben.
Bis zur ersten Hälfte des 16. Jahrhunderts wurde der Berg nur sehr vereinzelt als „Blocksberg“ und Ort für Hexenversammlungen genannt. Seit der zweiten Hälfte des 17. Jahrhunderts gilt der Brocken als Hauptversammlungsort der Hexen aus ganz Deutschland. Die Verbreitung und Popularisierung des Brockens als Hexenberg entstand vor allem durch das populäre Werk Blockes-Berges Verrichtung (1668) von Johannes Praetorius; durch Goethes Faust. Eine Tragödie (1808), der Prätorius’ Buch dabei benutzte, wurde das Motiv des Hexentanzes am 1. Mai Bestandteil der nationalen Bildung. Der durch Prätorius und dann erst recht Goethe angestoßene Bildungstourismus führte seit der verkehrsmäßigen Erschließung des Brockens dann auch zu alljährlichen Festen zur Walpurgisnacht einschließlich des Verkaufs einschlägiger Andenken.

## Entwicklung in der Literatur
Ein Gedicht um das Jahr 1300 handelt von Geisterwesen, die zu dem „Brochelsberge“ fahren und dort ihre Versammlung haben. Zu bemerken ist allerdings, dass sich die Bezeichnung „Hexe“ erst seit dem 16. Jahrhundert verbreitet hat.
Seit dem 16. Jahrhundert taucht die Vorstellung eines Hexensabbats auf dem Brocken in gelehrten Abhandlungen auf. Zu den Autoren gehören im Jahr 1580 der Greifswalder Arzt und Professor Franziskus Joel und im Jahr 1592 die Bestreitung dieser Vorstellung durch den Rostocker Jurist Johann Georg Gödelmann.
Anfang des 17. Jahrhunderts erhielt der Brocken als Hexenberg durch Mons Veneris von Heinrich Kornmann größere Popularität. Das bedeutendste Werk dieser Zeit ist Blockes-Berges Verrichtung von Johannes Praetorius aus dem Jahr 1668. Durch ihn wurde auch die Bezeichnung Blocksberg für den Brocken populär. Im letzten Drittel desselben Jahrhunderts war der Brocken als Hexenberg bereits bis in die deutschsprachige Schweiz bekannt. Weitere Verbreitung erlangte er mit dieser Bedeutung durch die Reiseliteratur.
Seit dem 18. Jahrhundert erschien vermehrt Literatur über die Walpurgisnacht auf dem Brocken. Johann Friedrich Löwen verband im Jahr 1756 in seinem Werk Die Walpurgis Nacht. Ein Gedicht in drey Gesängen die Walpurgisfeier erstmals mit dem Fauststoff. Auch in fast allen Büchern über den Harz aus dem 18. Jahrhundert finden sich zumindest Erwähnungen von Hexenversammlungen auf dem Brocken. Auch in Nachschlagewerken wie dem Grossen vollständigen Universal-Lexicon von Johann Heinrich Zedler und der Vollständigen Geographie von Johann Hübner taucht der Brocken als Hexenversammlungsplatz auf.
Durch Johann Wolfgang von Goethes Werk Faust. Eine Tragödie aus dem Jahr 1808, das eine Szene einer Walpurgisnacht enthält, wurde die Popularität der Hexen auf dem Brocken wesentlich gesteigert. Durch dieses Werk wurde er auch außerhalb von Deutschland als Hexenberg bekannt.
Schließlich wurde im 20. Jahrhundert der Mythos vom Hexentreff auf dem Blocksberg durch Kinderbücher wie Die kleine Hexe von Otfried Preußler oder die Hörspielserie Bibi Blocksberg in einer freundlichen Deutung popularisiert.

## Hexenverfolgung
Der Harz bildete in der Region des heutigen Sachsen-Anhalt einen Schwerpunkt der Hexenverfolgung. Der Brocken hatte als Hexenversammlungsplatz eine herausragende überregionale Bedeutung. Bereits bevor Goethe sein Werk Faust I veröffentlichte, galt der Berg als Treffpunkt für Hexen.
1540 erscheint in einem Protokoll eines regionalen Hexenprozesses erstmals neben der Ortsangabe Brocken auch der Zeitpunkt Walpurgisnacht. Weitere solche Aussagen finden sich vor allem in Prozessen zu Ende des 16. und des 17. Jahrhunderts. Jedoch hatte sich der Berg bis zur ersten Hälfte des 17. Jahrhunderts noch nicht als Hexenberg mit weit reichender Bedeutung durchgesetzt. So werden bis zur zweiten Hälfte des 16. Jahrhunderts neben dem Brocken unter anderen der Venusberg, der Heuberg und der Staffelberg mit ähnlicher Bedeutung genannt. Als die Hexenprozesse im 17. Jahrhundert abgeschafft wurden, erlangten die Fabeln der Walpurgisnacht an Bedeutung und Verbreitung.

## Reale Kultstätte
Seit Anfang des 18. Jahrhunderts wird der Brocken in der Literatur mit alten Kultstätten realer Feste in Verbindung gebracht. Zu Ende desselben Jahrhunderts setzte sich diese Auffassung durch; sie dienen bis heute zur Erklärung des Hexensabbats.
Es wird beschrieben, wie die Sachsen trotz der Christianisierung durch Karl den Großen heidnischen Opferfesten nachgegangen seien. Diese vollzogen sie an entlegenen Orten, um nicht aufzufallen. Nachdem Karl der Große davon erfahren hatte, ließ er vor allem an Festtagen christliche Wächter aufstellen, die die Aktivitäten kontrollierten. Die Sachsen verkleideten sich jedoch, um die Wachen zu vertreiben und ihre Rituale durchführen zu können. Die Wächter verbreiteten dann Gerüchte über Gestalten, die nachts zum Brocken fliegen.
Bei dieser Darstellung war anfangs umstritten, dass sich die Sachsen verkleideten und die Wächter vertrieben haben. Dass es heidnische Feste zumindest vor der Christianisierung gab, galt bis Ende des 20. Jahrhunderts als anerkannt. Bereits im 19. Jahrhundert wurde von einigen Autoren angezweifelt, dass der Brocken je als heidnische Kultstätte diente, da die Wetterverhältnisse auf dem Berg sehr schlecht sind, er schwer erreichbar weit entfernt von der Zivilisation liegt und keine archäologischen Funde gemacht wurden. Neuere archäologische Untersuchungen bestätigten die Annahme, dass es sich bei dem Brocken um keinen Opferberg aus vorchristlichen Zeiten handelt.
Der Name der verehrten Gottheit unterscheidet sich in den einzelnen Werken allerdings. Bei den Beschreibungen werden vor allem weibliche Teilnehmer des Hexensabbats betont.
Teilweise wurde die Walpurgisfeier auch mit dem Osterfest in Verbindung gebracht, so dass man den Ursprung des Osterfeuers im Maifest sah.

## Glaube
Seit dem Mittelalter herrschte unter der Bevölkerung der Glaube, dass sich auf dem Brocken bei Nacht Zauberweiber versammeln. Der Ursprung dieses Glaubens wurde seit dem 19. Jahrhundert bei den Sachsen vermutet, was historisch nicht erweisbar ist.
Die Masse der Bevölkerung, die in unmittelbarer Nähe des Brockens lebte, glaubte nicht an Hexenzusammenkünfte auf dem Berg. Vor allem im 17. Jahrhundert nahm der Glaube an die Zauberwesen ab. Graf Heinrich zu Stolberg (1551–1615) ließ in einem Prozess im Jahr 1611, in dem eine Frau der Hexerei beschuldigt wurde, die Ankläger festnehmen und ihnen ins Gewissen reden.
Speziell in seiner Quaestio Nona nimmt sich 1659 der Jurist und Diplomat Justus Oldekop in seiner Streitschrift (463 S.) wider Benedict Carpzov besonders der Sitzung des Teufels und der „corporalem exportationem Veneficorum et sagarum (Giftmischer und Hexen) in montem Bructerorum, uffm Blocksberge“ an und stellt diese Dinge – wie schon in früheren Schriften – als leere Phantasie und plumpen Aberglauben dar, was ihn von einer „Nullität“ zur anderen führen muss.

## Geografische Bezeichnungen

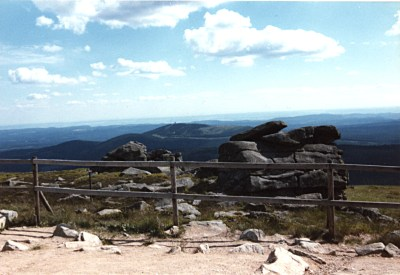
Hexenaltar und Teufelskanzel

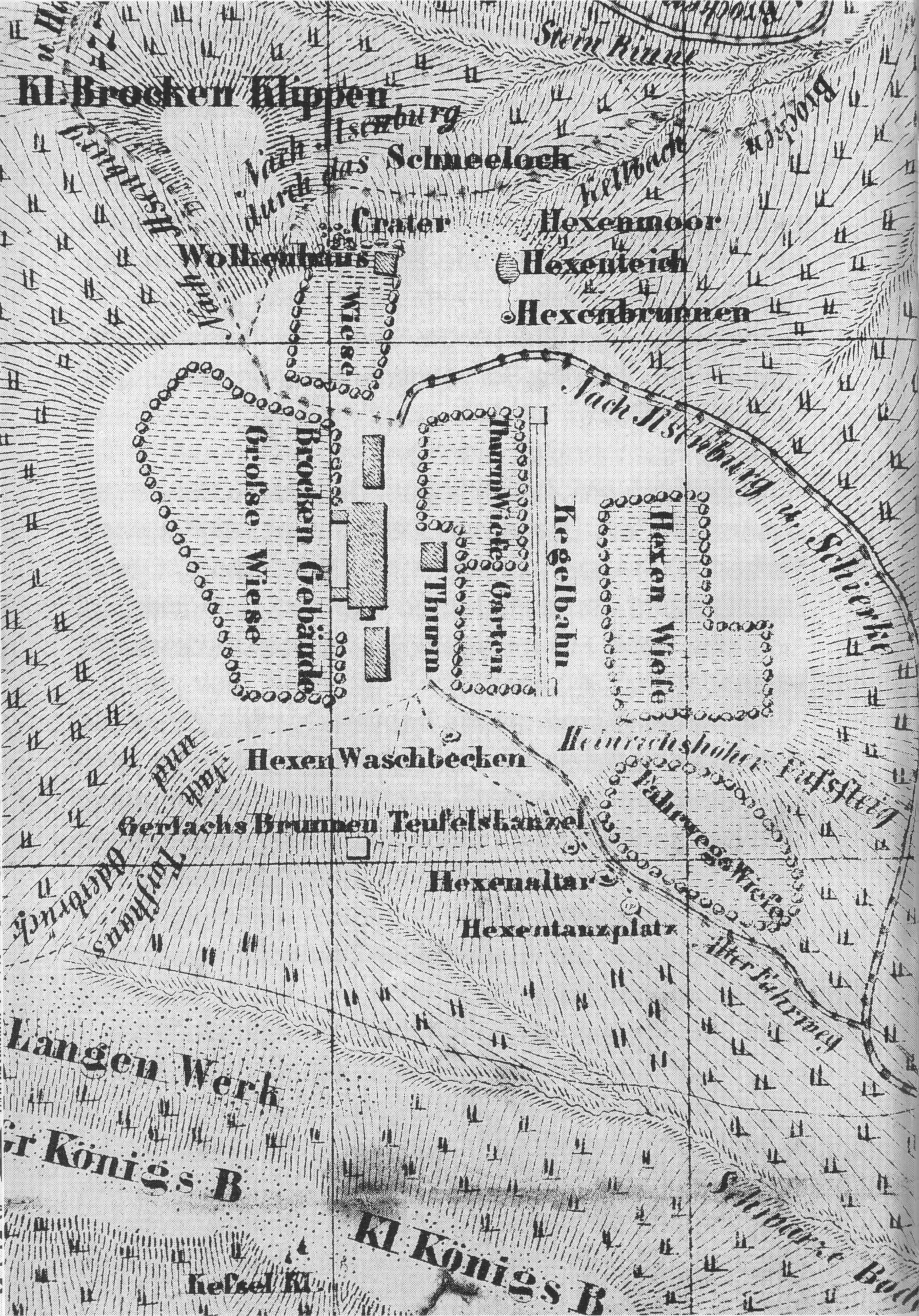
Ausschnitt der Brockenkarte von Carl Eduard Nehse

Einige Felsformationen auf dem Brocken tragen Namen mit Bezug auf Hexen und die Walpurgisnacht. In der ersten Hälfte des 18. Jahrhunderts entstanden unter anderen die Bezeichnungen „Hexenaltar“ und „Teufelskanzel“. Sie wurden aller Wahrscheinlichkeit nach von den Brockenführern eingeführt, die üblicherweise die Besucher auf den Brocken begleiteten und neue Attraktionen kreieren wollten. Seit Ende desselben Jahrhunderts finden sich die Bezeichnungen auch in der Reiseliteratur des Harzes. So wurden die Felsen zum Bestandteil vieler Brockenbesuche.
Ein Reiseführer aus dem Jahr 1823 führte die Herkunft der Namen auf eine bekannte Fabel zurück. Dieser zufolge veranstaltet der Teufel ein großes Fest auf dem Brocken, bei dem er von der Teufelskanzel zu den Gästen predigt. Für sie lässt er auf dem Hexenaltar die Speisen bereiten. Ähnlich wird die Walpurgisnachtfeier auch in anderen Reisebüchern dargestellt.
In der ersten Hälfte des 18. Jahrhunderts existierten bereits weitere Namen für verschiedene Felsgebilde. Der Brockenwirt Eduard Nehse (Führung des Brockenhauses: 1834–1850) brachte im Jahr 1849 eine Brockenkarte heraus, auf der zusätzlich der „Hexentanzplatz“, das „Hexenmoor“, der „Hexenteich“, und der „Hexenbrunnen“ eingezeichnet sind. Außerdem erfand er die Geschichte, dass sich das Hexenwaschbecken immer wieder von selbst mit Wasser fülle.
Weitere Bezeichnungen im Harz sind unter anderen die „Hexenbank“ bei Hahnenklee, die „Hexenmutter“ und die „Hexentreppe“ bei Thale, die Hexenritt-Abfahrt in Braunlage sowie die „Hexenküche“ im Okertal. Namen, die sich auf den Teufel beziehen, sind unter anderen die „Teufelsbäder“ und das „Teufelsloch“ bei Osterode, die „Teufelsbrücke“, die über die Bode führt, das „Teufelsloch“ und „Teufelsmauer“ bei Blankenburg, die „Teufelsmühlen“ auf dem Ramberg und „Teufelstal“ im Okertal.
Seit 2003 kann man den Harz über den Harzer Hexenstieg durchqueren.

## Walpurgisnachtfeiern

### Geschichte
Die Vorläufer von Walpurgisnachtfeiern sind zum einen Rezitationen einiger Brockenbesucher von Goethes Walpurgisnachtszene aus Faust. Eine Tragödie. Zum anderen initiierte bereits der erste Brockenwirt Johann Friedrich Christian Gerlach (1763–1834; Hotelführung: 1801–1834) auf dem Brocken musikalische Aufführungen, zu denen mit Besenstielen oder ähnlichen Dingen getanzt wurde. Davon berichtete bereits Hans Christian Andersen, der im Jahr 1831 an solch einer Veranstaltung teilgenommen hatte. Für beides gab es jedoch keinen festen Zeitpunkt und wurde bevorzugt in wärmeren Jahreszeiten vollzogen, da es am 1. Mai auf dem Brocken sehr kalt ist, so dass kaum Besucher auf den Brocken kamen.
Im Jahr 1903 fand eine Feier auf Initiative der Walpurgis-Gesellschaft von Bad Harzburg erstmals im größeren Umfang statt, so dass das Jahr später als Gründungsdatum dieser Gesellschaft gilt. Unter den insgesamt 500 Anwesenden war erstmals auch eine größere Anzahl Frauen.
Fürst Christian-Ernst zu Stolberg-Wernigerode, dem der Brocken zu dieser Zeit gehörte, verbot ab 1905 Feiern in ähnlicher Art und Weise wie im Jahr zuvor. So fand die Walpurgisnachtfeier bis 1907 wieder im weniger großen Umfang statt. Zu dieser Zeit entwickelten sich auch Festveranstaltungen zur Walpurgisnacht in den umliegenden Hotels.
Im Jahr 1908 wurde das Walpurgisfest auf dem Brocken von dem am 27. April 1908 gegründeten Städtischen Verkehrsamt Wernigerode zusammen mit Rudolf Schade, der seit dem 1. April 1908 Brockenwirt war, organisiert. Dieses und Feiern in den darauf folgenden Jahren waren mit viel mehr Brauchtümern verbunden als die vorherigen Feste. Beispielsweise war die Brockenbahn festlich geschmückt und es wurden Süßigkeiten aus dem Zug geworfen. In diesem hielt der Schierker Pfarrer Dietrich Vorwerk die Ansprache, welche auch Vorbild für die folgenden Jahre war. Die vorerst letzte öffentliche Walpurgisfeier fand im Jahr 1939 statt.
Im Ersten Weltkrieg fanden keine offiziellen Feiern zur Walpurgisnacht statt. Im Jahr 1932, das gleichzeitig das 100. Todesjahr Goethes war, fand die „30. Walpurgisfeier auf dem Brocken“ statt. Die Veranstaltung wurde in Fox Tönender Wochenschau übertragen. Zur Zeit des Nationalsozialismus wurde neben „Der Mai ist gekommen“ auch das Deutschlandlied gesungen. 1934 fand parallel zum Walpurgisfest ein Treffen der Hitlerjugend zu Beginn des Tages der nationalen Arbeit statt. Aufgrund dessen konnte die Ansprache des „Teufels“ nicht im Freien abgehalten werden. Ab dem Jahr 1936 wurde die Walpurgisnachtfeier auf den Sonnabend der ersten Maiwoche verlegt, um die Teilnahme an den Feiern der Hitlerjugend am 1. Mai zu ermöglichen.
Nach dem Zweiten Weltkrieg gehörte der Brocken zur sowjetischen Besatzungszone. In der DDR fanden keine Feiern im Stil der vorherigen Jahre statt; der Brocken war ab 1961 Sperrgebiet. Dafür gab es am Walpurgisabend, dem Internationalen Kampf- und Feiertag der Werktätigen für Frieden und Sozialismus, Umzuge und Reden.
In Westdeutschland wurden mit der Zeit in immer mehr Orten im Gebiet des Westharzes Walpurgisfeiern organisiert. Nach der Wiedervereinigung breitete sich der Brauch dieses Festes sehr schnell im gesamten Harz aus. Seit dieser Zeit finden auf dem Brocken aus Gründen des Umweltschutzes allerdings keine öffentlichen Walpurgisfeiern mehr statt. Seit 1997 wurden erneut Veranstaltungen im kleineren Rahmen auf dem Berg organisiert; im Jahr 1998 fuhr erstmals wieder die Brockenbahn zur Feier auf dem Gipfel.

### Rezeption
Im Vordergrund des Festes stehen Fröhlichkeit und Unterhaltung. Unangenehme Seiten der Vergangenheit, wie die Hexenprozesse, würden dabei ausgelassen, so dass nur die schönen Bräuche wiederbelebt werden. Kritisiert wird dabei der verharmlosende Umgang mit dem Thema der Hexenverfolgung.
Nach dem Zweiten Weltkrieg verbreitete sich das Ritual der Verbrennungen von Hexenpuppen. Dieses sollte symbolisch den Sieg des Guten über das Böse und des Frühlings über den Winter darstellen. Dieser Brauch wurde jedoch seit den 1960er-Jahren kritisiert. Problematisch sah man an der Hexenverbrennung das Wiederbeleben der grauenvollen Zeit der Inquisition und der Hexenprozesse zum Spaß der Anwesenden. So wurden die Verbrennungen nach und nach abgeschafft. Anstelle dessen führte man andere Sagen wie den Wilden Jäger, die Gittelder Hexe oder den König Hübich spielerisch auf.

## Andenken
Der genaue Zeitpunkt, seit dem im Harz Hexensouvenirs hergestellt und verkauft werden, ist nicht bekannt. Als deren Vorläufer werden die durch den Brockenwirt Rudolf Schade (1868–1927; Hotelführung: 1908–1927) hergestellten Gegenstände gesehen. Dieser fertigte bereits im Jahr 1910 Anstecknadeln zur Walpurgisfeier an. Außerdem führte er den Stempelaufdruck „Offizielle Ansichtskarte. Brocken“ ein. Später gab es auch so genannte Brockengutscheine und Brockengeld, darunter auch mit Hexenmotiven. Die große Popularität der Hexensouvenirs entstand aber vermutlich erst nach dem Zweiten Weltkrieg.

### Hexendarstellungen und -puppen

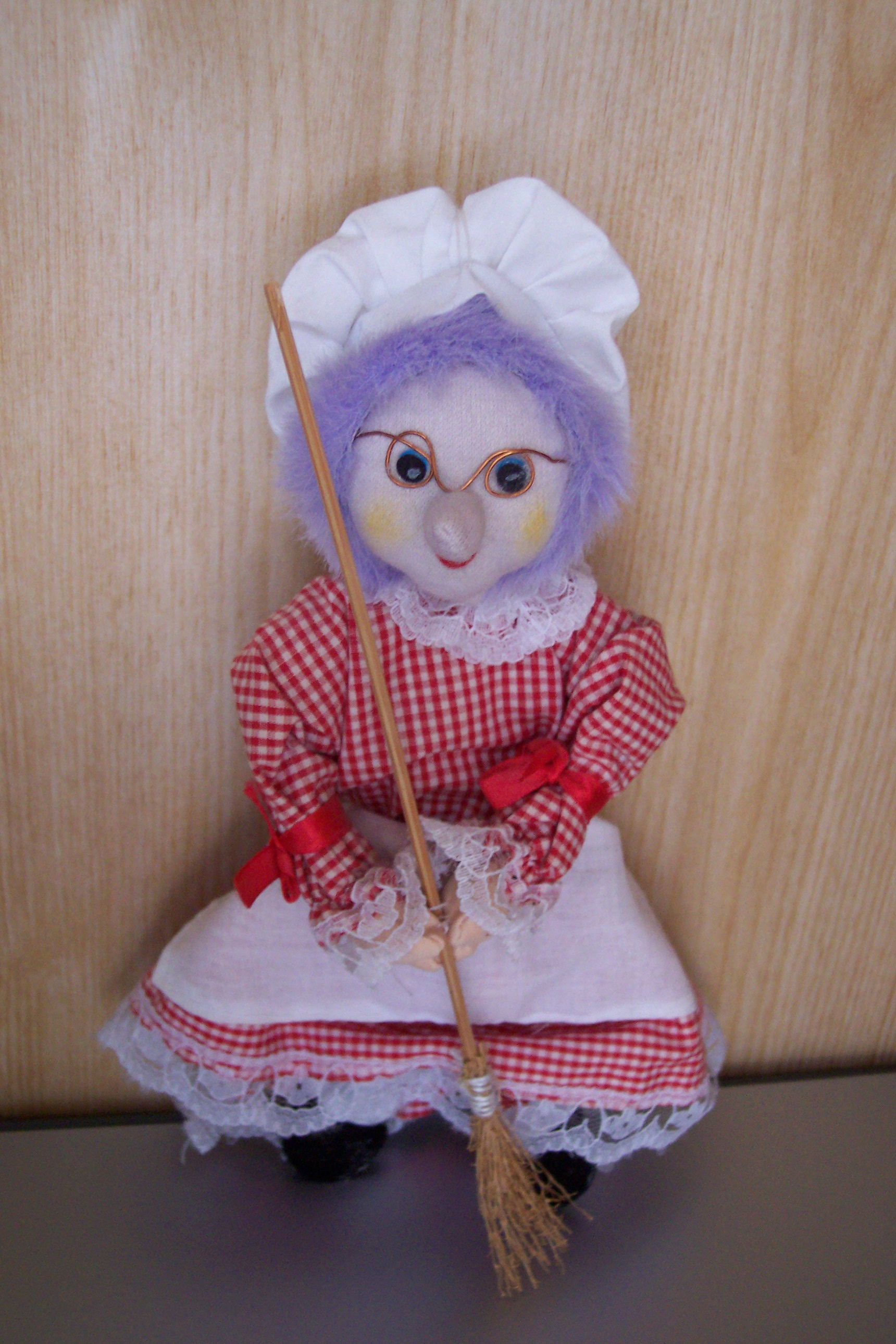
Puppe einer Brockenhexe

Die abgebildeten Hexen reiten auf einem Besen; oftmals ist im Hintergrund der Brocken dargestellt. Manchmal ist zusätzlich der Harzer Spruch „Es grüne die Tanne, es wachse das Erz, Gott schenke uns allen ein fröhliches Herz“ abgedruckt. Das Sprichwort war ursprünglich ein Bergmannsspruch aus dem Erzgebirge.
Die Hexen sind sehr unterschiedlich in ihrem Erscheinungsbild. Es gibt sowohl alte als auch junge; unter diesen reicht die Bandbreite von hässlich bis schön. Die Kleidung ist häufig geflickt. Einige tragen auch eine Brille und Pantoffeln, traditionell meistens auch ein Kopftuch, neuerdings öfters einen Spitzhut.
Die Hexe ist heute ein Werbesymbol des Harzes und das meistverkaufte Souvenir im Harz. Sie ist auf vielen Souvenir-Gegenständen dargestellt und hat andere Wahrzeichen des Harzes verdrängt, wie beispielsweise den Wilden Mann, der sich etwa im Logo des Harz-Vereins für Geschichte und Altertumskunde findet, oder die Grüne Tanne, die heute noch Sinnbild des Harzklubs ist.
Brockenhexen werden im Comic Endlich in Baltimore (2020) von Katz & Goldt dargestellt.

#### Ansichtskarten
| Jahr | Verkaufte Exemplare |
| ---- | ------------------- |
| 1878 | 6491                |
| 1895 | 137.046             |
| 1896 | 134.046             |
| 1903 | 265.185             |
| 1906 | 314.325             |

Die Verbreitung der Brockenhexen auf Ansichtskarten setzte mit dem Aufkommen der Postkarte als Kommunikationsmittel ein. Erste Exemplare erschienen jedoch bereits in den 1880er Jahren. Die frühen Karten bezogen sich ausschließlich auf den Brocken und die Walpurgisfeier in der Walpurgisnacht auf dem Berg. Dies änderte sich im Laufe der Zeit, so dass die Darstellungen der Hexen sehr variieren; oft ist auch das Brockenhotel dargestellt.